# (8526) Takeuchiyukou
(8526) Takeuchiyukou est un astéroïde de la ceinture principale.

## Description
(8526) Takeuchiyukou est un astéroïde de la ceinture principale. Il fut découvert le 23 septembre 1992 à Kitami par Kin Endate et Kazuro Watanabe. Il présente une orbite caractérisée par un demi-grand axe de 2,38 UA, une excentricité de 0,14 et une inclinaison de 6,2° par rapport à l'écliptique.

## Compléments